# Capilla de San Bernardo
La capilla de San Bernardo es un edificio religioso de la población de Solsona perteneciente a la comarca catalana del Solsonés en la provincia de Lérida. Es una iglesia neoclásica incluida en el Inventario del Patrimonio Arquitectónico de Cataluña y protegida como Bien Cultural de Interés Nacional.

## Descripción

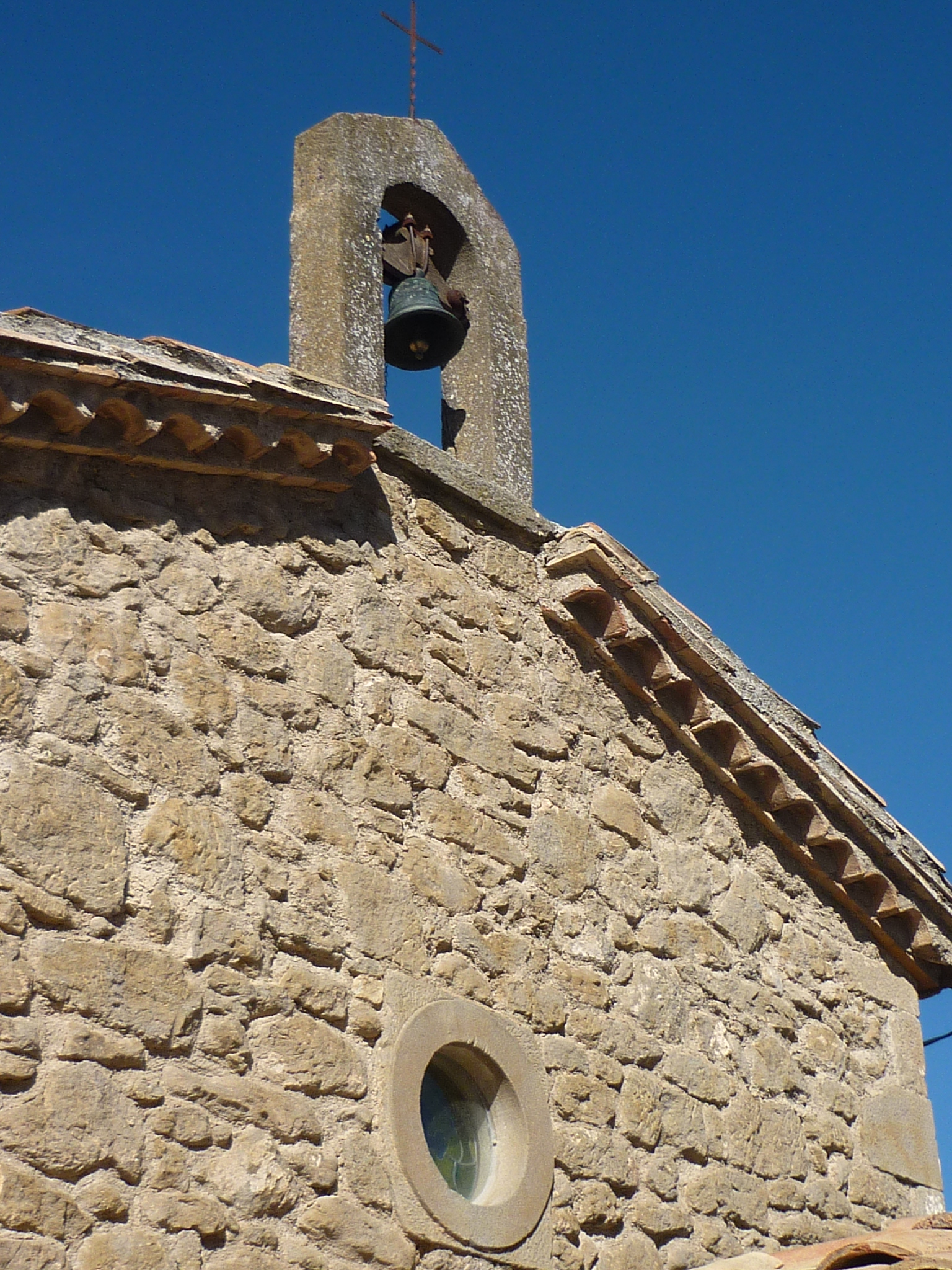
Detalle del campanario de espadaña

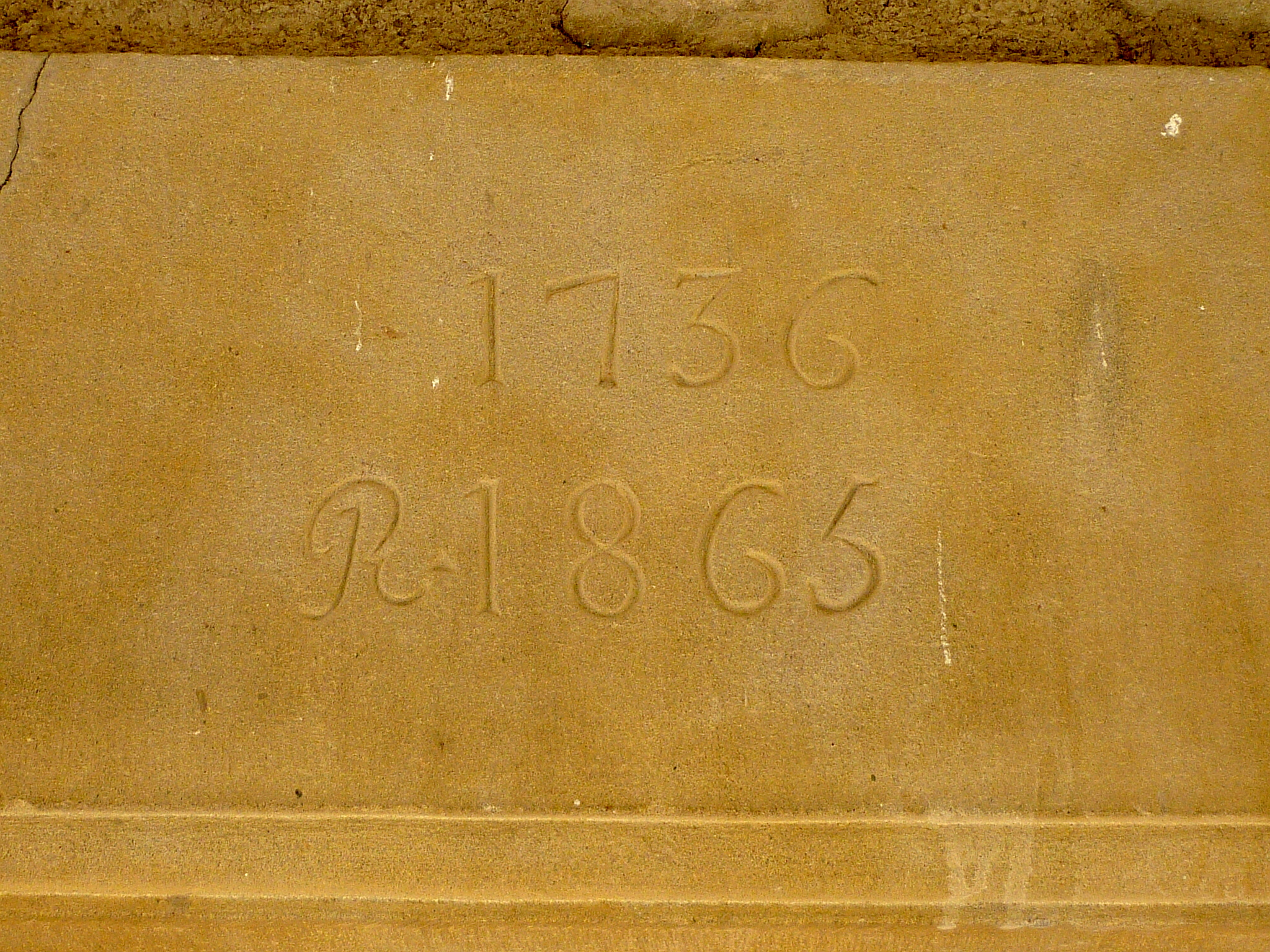
Placa con las fechas gravadas en el dintel de la capilla

Se trata de una pequeña capilla de estilo neoclásico rural se encuentra orientada norte-sur. La puerta de entrada se encuentra en la cara sur, es rectangular con un dintel de piedra en el que constan dos datos: «1763» y «R-1865»; encima de la puerta hay un pequeño rosetón, se remata la fachada con un pequeño campanario de espadaña de un solo hueco. El interior está enlucido, hay una sola nave y en el altar mayor está colocada la imagen de San Bernardo, patrón de la capilla. Delante de la puerta hay un porche con techo de vigas. El edificio es de planta rectangular y con tejado a dos vertientes. El paramento está construido por sillares irregulares en hiladas.

### Noticias históricas
Esta capilla da nombre a una de las cuatro partidas en que se divide la zona inmediata de los alrededores de Solsona, llamada «el viñedo», por haber sido destinada al cultivo de la vid hasta finales del siglo pasado.